# Wir sind die Nacht
Wir sind die Nacht (alemany: Som la nit) és una pel·lícula alemanya de l'any 2010 del director Dennis Gansel. Es tracta d'un thriller amb temàtica vampírica ambientada a Berlín amb Karoline Herfurth i Nina Hoss en els papers protagonistes. La presentació de la pel·lícula va tenir lloc el 24 d'octubre de 2010 en el complex Kulturbrauerei de Berlín, i l'estrena en sales va ser el dia 28. Wolfgang Hohlbein va escriure una novel·la sobre la pel·lícula basant-se en el guió.

## Argument
L'argument de la pel·lícula tracta la història de Lena (Karoline Herfurth), una noia de vint anys conflictiva de Berlín que sobreviu gràcies a petits robatoris. Per una de les seves malifetes, acaba coneixent a Tom (Max Riemelt), un jove comissari de policia que no aconsegueix arrestar-la i que a més la troba molt atractiva. Una nit, Lena descobreix una rave clandestina organitzada per Louise (Nina Hoss), que malgrat el seu bell aspecte és una vampiressa centenària. Louise dirigeix un trio de vampiresses compost per ella, per la melancòlica Charlotte (Jennifer Ulrich) i per la superficial i frívola Nora (Anna Fischer). Durant la festa, Louise, que s'ha enamorat de Lena, la mossega, per la qual cosa es converteix en vampir. La transformació li resulta difícil a Lena, que es debat entre el gaudi de la llibertat i el luxe que li permeten la seva nova vida i les seves noves companyes, i els sagnants excessos que cada nit cometen, a més de que no correspon l'amor de Louise. El comissari Tom i el seu company Lummer (Arved Birnbaum) investiguen els misteriosos crims, al mateix temps que Tom tracta de guanyar-se a Lena. No obstant això, el canvi d'actitud de Lena i una afirmació d'un testimoni provoquen que Tom relacioni a Lena amb els assassinats. Un dia, la policia irromp en la suite on s'allotgen les vampiresses, i en la fugida Nora no aconsegueix escapar. L'endemà al matí, Charlotte decideix cremar-se amb la sortida del sol, mentre Louise culpa a Lena de la pèrdua de Nora que, cansada, confessa a Tom la seva condició de vampiressa. Tom la protegeix a la seva casa, però el seu company Lummer el descobreix i s'emporten als dos presos. Durant la nit, Louise assalta la presó i els allibera, emportant-se a Tom amb ella per a fer decidir-se a Lena entre ell o ella.

## Repartiment
- Karoline Herfurth com a Lena
- Nina Hoss com a Louise
- Jennifer Ulrich com a Charlotte
- Anna Fischer com a Nora
- Max Riemelt com a Tom
- Arved Birnbaum com a Lummer
- Steffi Kühnert com la mare de la Lena
- Jochen Nickel com a oficial de llibertat condicional
- Ivan Shvedoff com a van Gogh
- Nic Romm com a Olsen
- Christian Näthe com a Guàrdia 1
- Tom Jahn com a Guàrdia 2
- Manual Depta com Russian Pimp 1
- Walera Kanischtscheff com a Wasja

## Producció
Dennis Gansel va escriure el guió originalment l'any 1999. Aleshores anomenada The Dawn, la trama tractava d'una història d'amor entre un vampir de Berlín i un mortal. Va presentar la pel·lícula a Nina Hoss, que es va entusiasmar i va voler fer la pel·lícula de seguida. El guió va estar a l'infern del desenvolupament durant diversos anys. Primer Franka Potente anava a dirigir, però amb el fracàs de Creep, ningú va voler invertir en pel·lícules de terror alemanyes. Gansel gairebé va perdre l'esperança fins que l'estrena i l'èxit de Crepuscle va provocar una onada de pel·lícules de vampirs, i l'èxit de L'onada de Gansel li va deixar les mans lliures. A causa de les similituds entre el guió original i Crepuscle, Gansel va fer que Jan Berger reescrigués el guió, ara sota el títol Wir sind die Nacht. Com que pensava que una història d'amor ordinària ja no existia amb el boom de les relacions entre vampirs i humans, Gansel va imaginar que un gir més fosc sobre el tema estava més en ordre. Va inventar una nova història d'amor més fosca i va agafar Carmilla com a inspiració com pensava mentre que Dràcula havia mort, ningú havia fet un intent seriós de Carmilla. A Karoline Herfurth se li va mostrar el guió l'any 2000, però era massa jove per interpretar a Lena, així que Gansel li va prometre el paper de Nora. Però com que la producció es va retardar, Herfurth es va fer prou gran per interpretar el paper de Lena. En canvi, Anna Fischer va interpretar a Nora, que als ulls del productor Christian Becker era l'opció perfecta perquè semblava una noia festejadora. Jennifer Ulrich va audicionar 4 vegades abans de ser elegida com Charlotte.
El rodatge va començar l'11 d'octubre de 2009 i va acabar el 16 de desembre.
L'escenari de l'escena del club era un antic bany. La piscina no estava climatitzada i, per tant, tots els actors i figurants havien d'interpretar l'escena amb fred. Les fotografies exteriors del club es van fer en un parc temàtic desert al districte berlinès de Treptow-Köpenick, i Spree al parc. A causa del pressupost ajustat i no poder-se permetre massa dies de rodatge, cinc càmeres rodaven al mateix temps. La pel·lícula es va rodar en 35 mm amb càmeres Arriflex 235 i 435.
La majoria de les acrobàcies de la pel·lícula les van fer les mateixes actrius. Wolfgang Hohlbein va escriure una novel·la vinculada, que difereix significativament de la pel·lícula final.

## Banda sonora
La partitura de la pel·lícula va ser composta per Heiko Maille i interpretada per la Deutsches Filmorchester Babelsberg. L'àlbum de la banda sonora, publicat com a descàrrega MP3 i en CD, inclou la majoria de les cançons i parts de la partitura. Una cançó, "Pleased to meet you" de Wolfmother, va aparèixer a la pel·lícula, però no està a la banda sonora. Heiko Maile es va inspirar en la partitura de la pel·lícula El cavaller fosc i com combinava música electrònica amb música d'orquestra i guitarra elèctrica. Maile va utilitzar "Au Clair De La Lune" com a tema de Charlotte. Sven Hack va interpretar els tristes solos de clarinet que apareixen al llarg de la pel·lícula.
1. "Self-fulfilling Prophecy" – Scala & Kolacny Brothers
2. "In Our Eyes" (Anthony Mills Soundtrack Version) − Moonbootica
3. "Wir sind die Nacht" − Covenant
4. "Charlotte's Death (Au Clair De La Lune)" (Score) − Heiko Maile
5. "Nightlife" − IAMX
6. "Lena's Metamorphosis" (Score) − Heiko Maile
7. "Cold Song" − Klaus Nomi
8. "Escape From The Hotel (Suite)" (Score) − Heiko Maile
9. "Dumpfe Träume (WSDN Remix)" − Xenia Beliayeva
10. "Miserable Girl (Nite Version)" − Soulwax
11. "Tief in der Nacht" − DJ Valero
12. "IERS" − Dirk Blümlein Terzett
13. "Land Of The Free" − Warren Suicide
14. "Farewell My Child" (score) − Heiko Maile
15. "Pretty When You Cry" − VAST
16. "Russian Whorehouse (Suite)" (score) − Heiko Maile
17. "Big And Bad (WSDN Edit)" − Gabriel Le Mar

La partitura completa es va publicar com a descàrrega MP3 a Amazon.de i a l'iTunes Store alemany.

## Finals alternatius
Per a aquesta pel·lícula es van rodar dos altres finals, com amb l'anterior pel·lícula de Gansel L’onada. Tots dos van ser descartats per donar un final més ambigu a la pel·lícula.
El primer final alternatiu és gairebé com el final final. Continua després que la Lena comenci a plorar i la mostra corrent cap a l'estació de metro deixant enrere en Tom. S'atura i mira enrere abans de tornar a córrer.
En el segon final, però, la Lena troba en Tom morint per la seva ferida i el mossega, convertint-lo en un vampir. Després de fer la mossegada, la Lena vola cap enrere, xocant contra la paret, com va fer la Louise quan la va mossegar. La Lena xiuxiueja "Perdona'm", mentre en Tom s’alça. La càmera s'allunya mentre es miren.

## Recepció crítica
El diari alemany Die Welt va elogiar la pel·lícula i va dir que havia rescatat el gènere de vampirs de com ara la Saga Crepuscle, True Blood i The Vampire Diaries. El crític va assenyalar que la pel·lícula tenia un tema similar a les pel·lícules anteriors de Gansel Die Welle i Napola – Elite für den Führer sobre la seducció de la joventut i també tractava l'hedonisme i obsessió per la joventut. El crític va elogiar els múltiples nivells i temes de la pel·lícula i que Berlín s'utilitzava molt més que un escenari, gairebé un xifrat. El crític també va assenyalar la decisió de Gansel d'utilitzar protagonistes femenins i va sentir que tenia molta empatia per ells.
New York Times va donar un crítica negativa i va anomenar la pel·lícula ni romàntica ni esgarrifosa. Twitchfilm.com va elogiar els elements visuals i els efectes, però estava molt entusiasmat amb els personatges principals. Va comparar que, a diferència de pel·lícules com Lesbian Vampire Killers, la pel·lícula va explorar el desig lèsbic de Louise des d'una perspectiva romàntica i humanista. El crític va concloure escrivint: "Aquí no hi ha dolents, només incompresos, així que la manera com Lena conclou això és estranya i inquietant. Realment volia passar més temps amb aquest grup, la pel·lícula només toca el que han passat i em sento, però independentment, ho recomano molt."
El crític de CraveOnline va escriure que "Els vampirs que es mostren aquí són criatures tràgiques, sens dubte, però també maníacs homicides amants de la diversió. La pel·lícula té acció, sang i drama genuí de sobra. És la millor pel·lícula de vampirs des de Deixa'm entrar, i si tingués l'opció de veure qualsevol pel·lícula una vegada i una altra, triaria Wir sind die Nacht cada vegada, perquè és divertida com l'infern". Va donar a la pel·lícula la puntuació de 8,5/10. Hoollywood News va donar a la pel·lícula quatre estrelles, comentant que la segona part de la pel·lícula va ser més satisfactòria que la primera, que els efectes especials no eren espectaculars però això no era necessari pel guió extremadament fort. El crític va elogiar l'actuació com a excel·lent i va afirmar que la pel·lícula era tan bona com els clàssics de vampirs com Near Dark i Deixa’m entrar.
Marcey Papandrea de MoreHorror.com va comparar favorablement la pel·lícula amb Joves ocults i Near Dark, va elogiar l'actuació de Herfurth, Hoss, Ulrich i Fischer, i va assenyalar que especialment Nina Hoss es va presentar perfecta per al paper. Va assenyalar que Max Riemelt es va quedar sense gaire a fer a la pel·lícula amb el seu personatge, però va pensar que va fer el que va poder amb el seu material de recanvi. Va concloure afirmant "Aquí no hi ha molt de què queixar-se, és una pel·lícula divertida i interessant, una alenada d'aire fresc en un subgènere acabat".
One Metal va considerar-la com una de les millors pel·lícules modernes de vampirs i li va donar una puntuació de 4/5, però va comentar que el ritme era desigual, sobretot en el clímax.
Com molts altres crítics que van ressenyar la pel·lícula, Fearnet va comentar que Wir sind die Nacht no tenia originalitat per agafar temes i elements de pel·lícules com Near Dark i Entrevista amb el vampir però l'execució d'aquests temes i elements va ser molt ben feta i la falta d'originalitat es va compensar amb energia i execució. Fearnet va acabar recomanant la pel·lícula però no elogiant-la. Brutal as Hell va fer comentaris similars, però va acabar sent més positiu indicant els elements "prestats" on els trops ja establerts de vampirs ficció. El revisor va elogiar el guió i l'actuació i la mitologia ben desenvolupada del vampir afirmant que la llarga dècada de treball a la pel·lícula mostrava personatges i mitologia ben detallats.
Trash City la va nomenar una de les 10 millors pel·lícules del 2011 (tot i ser una pel·lícula de 2010).
Jennifer Ulrich va rebre el premi Millor interpretació nou talent als Horror Fantasy Awards.
La pel·lícula té un 62% d'aprovació a Rotten Tomatoes. En general, Jennifer Ulrich va ser elogiada per la seva interpretació com a Charlotte.

## Taquilla
Wir sind die Nacht  va tenir un rendiment insuficient als cinemes alemanys. Dennis Gansel va declarar a la premsa alemanya que el fracàs comercial "li va fer mal a l'ànima" a causa de tot el treball que ell i els seus companys de treball van fer a la pel·lícula. Gansel va atribuir el fracàs a l'estrena de la pel·lícula la mateixa setmana que Eclipsi i no poder competir amb una franquícia tan consolidada. La pel·lícula va resultar millor en DVD. Gansel ha dit que no es va penedir d'haver fet la pel·lícula i que valia "definitivament la pena".

## Reconeixements
La pel·lícula va ser nominada com a millor muntatge i millor banda sonora als Deutscher Filmpreis de 2011. Va ser guardonada amb el Premi Especial del Jurat al 43è XLIII Festival Internacional de Cinema Fantàstic de Catalunya.
La pel·lícula es va projectar a MIX Copenhagen, un festival de cinema LGBT.